# Душан Ухрин
Душан Ухрин (Нова Вес на Житави, 5. фебруар 1943) бивши је чешки и словачки фудбалски тренер.

## Биографија
Тренирао је репрезентације Чешке (1993 - 1997) и Кувајта (1999 - 2001). Радио је као тренер у седам страних земаља: Алжиру, Кипру, Саудијској Арабији, Израелу, Шведској, Грузији и Словачкој. У Чешкој је водио Спарту из Прага (чак три пута), са којом је победио Барселону у Лиги шампиона (1991/92).
Године 1996. године освојио је сребро са Чешком на Европском првенству у Енглеској, а УЕФА-ина техничка комисија прогласила га је за најбољег тренера Европе. Од исте године поседује санаторијум Мариот у граду Франтишкове Лазње.
Ухрин и његова супруга Хелена имају сина Душана Ухрина млађег (51), који је такође фудбалски тренер.

## Успеси

### Тренер
Чешка
- Европско првенство друго место: 1996.
- Куп конфедерација треће место: 1997.